# Asyryjskie listy i kroniki eponimów
Asyryjskie listy i kroniki eponimów – rodzaj sporządzanych w Asyrii dokumentów, w których w porządku chronologicznym wymieniani byli asyryjscy królowie i dygnitarze pełniący urząd limmu (eponima). Na urzędnikach tych, zmieniających się co roku, opierał się asyryjski system datowania, gdyż to ich imion używano do datowania dokumentów. Aby taki system mógł skutecznie funkcjonować, konieczne stało się sporządzenie kompletnej, uzupełnianej co rok, listy z imionami kolejnych eponimów. Dzięki temu, znając na przykład imię eponima i wydarzenie z jego eponimatu, w łatwy sposób można było wyliczyć ile lat minęło od tego wydarzenia.

(1877 p.n.e.) Aszur-nada, syn Puzur-Anny,
 (1876 p.n.e.) Kubija, syn Karriji,
 (1875 p.n.e.) Ili-dan, syn Elali,
 (1874 p.n.e.) Silulu, syn Uku,
 (1873 p.n.e.) Aszur-nada, syn Ili-binanni,
 (1872 p.n.e.) Ikun-pi-Isztar, syn Ikuy/Ikunuma,
 (1871 p.n.e.) Buzutaja, syn Szuli,
 (1870 p.n.e.) Innaja, syn Amuraji

(1790/1789 p.n.e.) [Za] (eponimatu) Sin-muballita, Szamszi-Adad [zdobył(?)] kraj [...].
(1789/1788 p.n.e.) [Za] (eponimatu) Risz-Szamasza, Iszme-Dagan po[konał [...].
(1788/1787 p.n.e.) [Za] (eponimatu) Ibni-Addu, Szamszi-Adad [zajął] kraj [...].
(1787/1786 p.n.e.) [Za] (eponimatu) Aszur-imitti, Szamszi-Adad po[konał ... i] zdobył je; Dadusza [zdobył(?)] kraj [..., kraj] Me-Turana, [kraj ...].
(1786/1785 p.n.e.) Za (eponimatu) I[li-e]llati, [...]

(781 r. p.n.e.) Za eponimatu Salmanasara, [króla Asyrii,] (wyprawa) do Urartu.
(780 r. p.n.e.) Za eponimatu Szamszi-ilu, [nacz]elnego dowódcy wojsk (turtanu), (wyprawa) do Urartu.
(779 r. p.n.e.) Za eponimatu Marduk-remanni, wielkiego podczaszego (rab szake), (wyprawa) do Urartu.
(778 r. p.n.e.) Za eponimatu Bel-leszera, herolda pałacu (nagir ekalli), (wyprawa) do Urartu.
(777 r. p.n.e.) Za eponimatu Nabu-iszdeja-ka''ina, intendenta pałacu (abarakku), (wyprawa) do Itu'a.
(776 r. p.n.e.) Za eponimatu Pan-Aszur-lamura, gubernatora Aszur (szakin mati), (wyprawa) do Urartu.
(775 r. p.n.e.) Za eponimatu Nergal-erisza, gubernatora Rasappy, (wyprawa) do gór cedrowych.
(774 r. p.n.e.) Za eponimatu Isztar-duri, gubernatora Nasibiny, (wyprawa) do Urartu i Namri.
(773 r. p.n.e.) Za eponimatu Mannu-ki-Adada, [gub]ernatora Raqmat, (wyprawa) do Damaszku.
(772 r. p.n.e.) Za eponimatu Aszur-belu-usura, [gub]ernatora Kalchu, (wyprawa) do Hatarikki.

Do naszych czasów zachowały się trzy spisy asyryjskich eponimów – dwa pochodzące z 1 połowy II tys. p.n.e. i trzeci z 1 połowy I tys. p.n.e. Najstarszym z nich jest lista eponimów z Kültepe (ang. Kültepe Eponym List, w skrócie KEL) wymieniająca asyryjskich urzędników limmu z okresu od rządów króla Eriszuma I (1972-1933 p.n.e.) aż do czasów panowania króla Iszme-Dagana I (1775-1736? p.n.e.). Lista ta znana jest z siedmiu tabliczek (KEL A - KEL G) odnalezionych w domach prywatnych w asyryjskiej kolonii kupieckiej w Kanesz. W sumie spis ten obejmuje imiona 255 urzędników limmu. Jedna z tabliczek, KEL A (nr inwent. Kt 92/k 0193), zawierająca kompletną listę pierwszych 130 eponimów, okazała się być niezmiernie ważnym tekstem dla zrozumienia chronologii okresu staroasyryjskiego. W tekście tym bowiem imiona urzędników limmu podzielone zostały na grupy, z których każda przyporządkowana została innemu władcy asyryjskiemu, co umożliwiło z kolei ustalenie długości panowania tychże władców.
Drugi ze spisów, tzw. kronika eponimów z Mari (ang. Mari Eponym Chronicle, w skrócie MEC), znany jest z pięciu fragmentów odkrytych w mieście Mari. Wymienia on urzędników limmu sprawujących swój urząd przed i w trakcie panowania asyryjskiego króla Szamszi-Adada I (XIX-XVIII w. p.n.e.). Spis ten ma formę kroniki, gdyż poza wymienieniem imienia eponima podaje on również najważniejsze wydarzenie jego eponimatu, zwykle w formie „za (eponimatu) X, Y zdobył (miasto/krainę) Z”.
Trzeci ze spisów przetrwał w formie dwudziestu jeden dokumentów (fragmentów) odkrytych w Aszur, Niniwie i Sultantepe. Wymienieni w nich zostali urzędnicy limmu sprawujący swój eponimat w okresie pomiędzy 910 a 649 r. p.n.e. Dziewięć spośród tych dokumentów, noszące oznaczenia od A1 do A9, to listy eponimów, wymieniające jedynie imiona urzędników limmu (tekst A9 z Aszur wyjątkowo wymienia też noszone przez nich tytuły). Jeden z tekstów, A7 z Aszur, przekazuje też liczbę lat, która minęła od eponimatu jednego króla do eponimatu następnego króla. Niektóre z tekstów z Niniwy są bardzo starannie napisane, co może wskazywać, iż zostały sporządzone na potrzeby administracji państwowej lub świątynnej; inne, jak A3 i A5, są mniej starannie zapisane i przeznaczone były najprawdopodobniej do użytku prywatnego. Tekst A8 pochodzący z Sultantepe jest niewątpliwie tekstem ćwiczebnym zapisanym przez skrybę wprawiającego się dopiero w sztuce pisania. Poza listami eponimów spis tych urzędników znaleźć też można w dwunastu innych dokumentach, noszących oznaczenia B1-B12. Wszystkie one są kopiami jednej kroniki eponimów, w której poza imionami urzędników limmu podane też zostały noszone przez nich tytuły i najważniejsze wydarzenie/wydarzenia z ich eponimatów. Wpis dotyczący każdego eponima we wszystkich kopiach ma tę samą formę: „za eponimatu X, (noszącego tytuł) Y, (miało miejsce wydarzenie) Z”. Samo wydarzenie związane było z reguły z działalnością armii asyryjskiej w danym roku. Jeżeli armia zaangażowana była za granicą, opisywano to z reguły zdawkowo: „(wyprawa) do (miasta/krainy) X”, „(pobyt) w (mieście/krainie) X”. Z kolei wpisy typu „(pobyt) w kraju”, „rewolta” czy „zaraza” odnosiły się najprawdopodobniej do sytuacji, gdy armia z różnych powodów pozostawała w ojczyźnie. Poza informacjami o charakterze militarnym w kronice eponimów znalazły się też informacje o charakterze religijnym (np. w 831 r. p.n.e. posąg boga miasta Der opuścił to miasto, by w 814 i 785 r. p.n.e. dwukrotnie do niego powrócić; w 788 r. p.n.e. odbudowana została świątynia boga Nabu w Niniwie, a w rok później wprowadzono do niej posąg tego bóstwa), astronomicznym (np. zaćmienie Słońca w 763 r. p.n.e.) i innym (np. wstąpienie na tron Tiglat-Pilesera III w 745 r. p.n.e. i Salmanasara V w 727 r. p.n.e.). W kilkunastu znanych przypadkach (831, 814, 802, 788, 787, 785, 765, 763, 759, 754, 745, 743 r. p.n.e.) wspominane są dwa wydarzenia z czasów eponimatu jednego urzędnika limmu (np. w 788 r. p.n.e. „(wyprawa) do Medii; fundamenty świątyni boga Nabu w Niniwie (zostały) położone”; w 763 r. p.n.e. „rewolta w mieście Aszur; w miesiącu siwan było zaćmienie Słońca”).
Asyryjskie listy i kroniki eponimów są ważnym źródłem informacji o historii Asyrii, uzupełniającym naszą wiedzę uzyskaną z asyryjskich roczników królewskich. Nie do przecenienia jest też zawarta w nich wzmianka o zaćmieniu Słońca (763 r. p.n.e.), dzięki której udało się osadzić w ramach chronologicznych dzieje starożytnego Bliskiego Wschodu w 1 połowie I tys. p.n.e. Zdaniem niektórych uczonych asyryjskie listy i kroniki eponimów wywarły też duży wpływ na powstanie innych ważnych dzieł asyryjskiego piśmiennictwa (np. na Asyryjską listę królów).